# Озеро Поворське
О́зеро Пово́рське — гідрологічний заказник місцевого значення в Україні. Об'єкт розташований на території Ковельського району Волинської області, на північ від села Поворськ. 
Площа 24,6 га. Статус присвоєно згідно з рішенням обласної ради від 29.04.2005 року № 19/27. Перебуває у віданні ДП «Волинський військовий лісгосп», Поворське лісництво, кв. 28, вид. 45-48; кв. 29, вид. 51-53; кв. 38, вид. 27-29; кв. 39, вид. 1-6. 
Статус присвоєно для збереження природних комплексів озера Поворське та прибережної смуги. Озеро карстового походження, його площа 13,8 га, глибина до 20 м.
У заказнику зростають угруповання латаття білого та глечиків жовтих, занесені до Зеленої книги України, очерет звичайний, куга озерна, вільха чорна, сосна звичайна. 
Гідробіонти озера представлені такими видами: щука звичайна, лящ звичайний, сазан, окунь, рак вузькопалий.
Озеро популярне серед туристів, використовується для відпочинку та любительського рибальства.

## Галерея

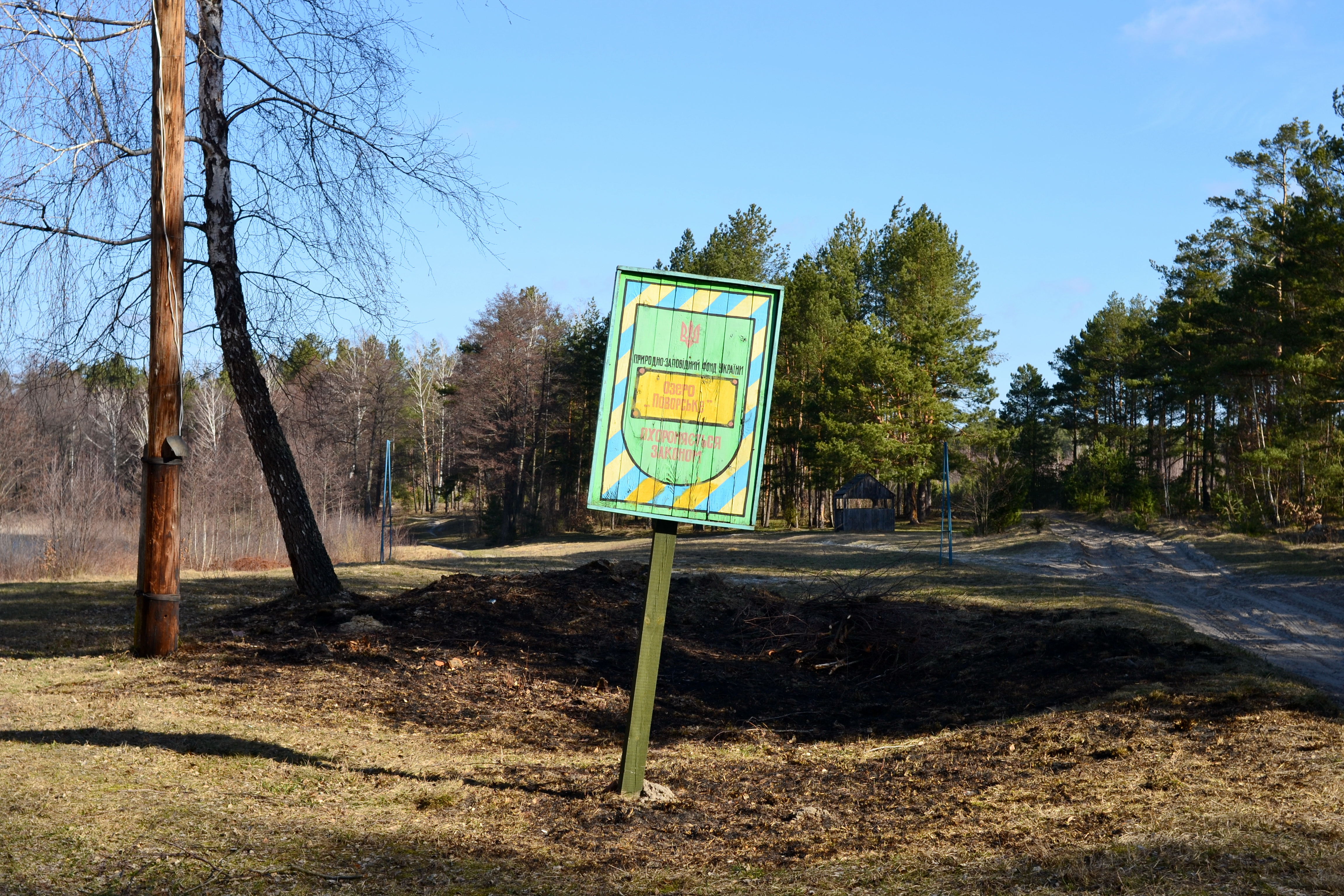
Охоронна дошка
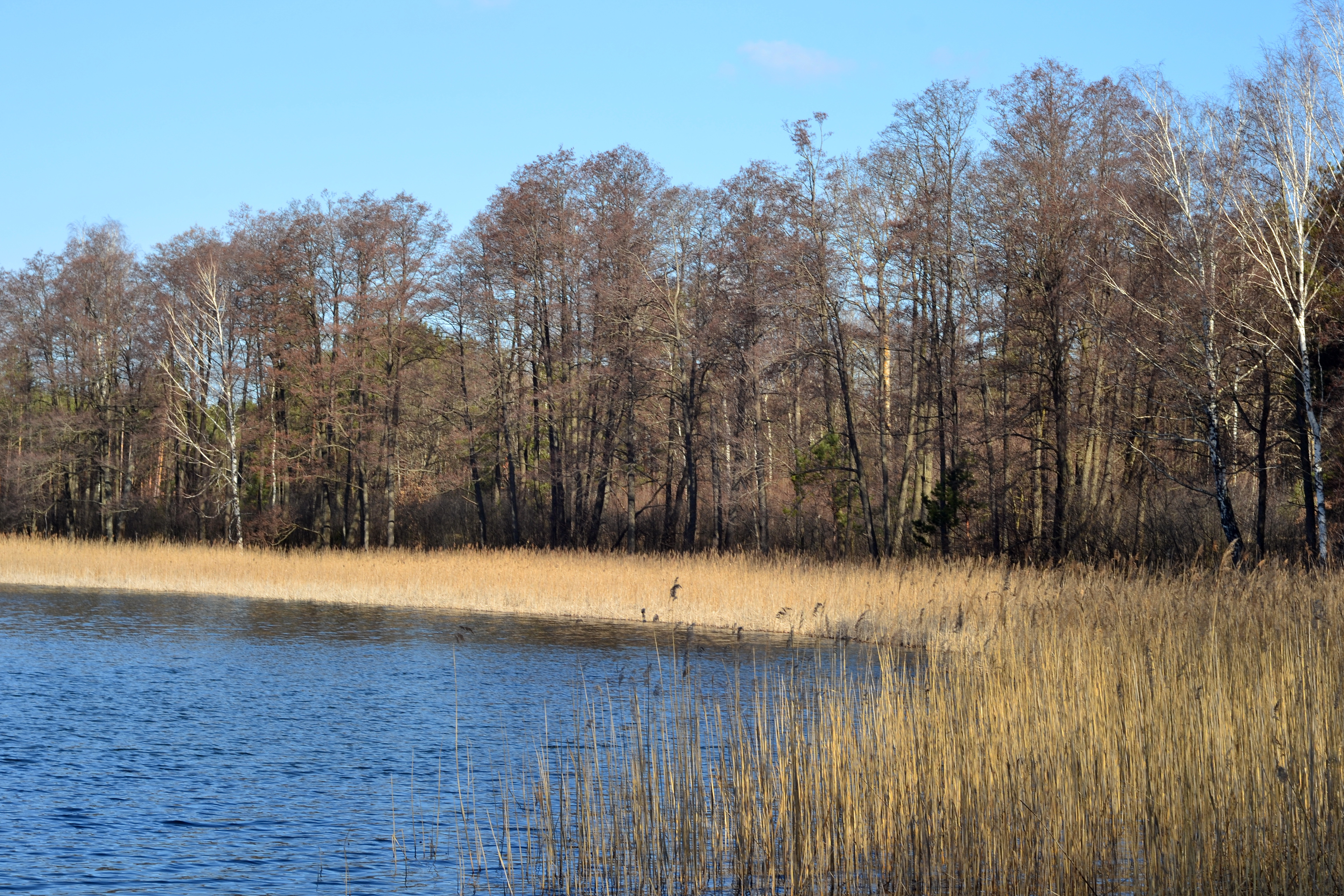
Східний берег
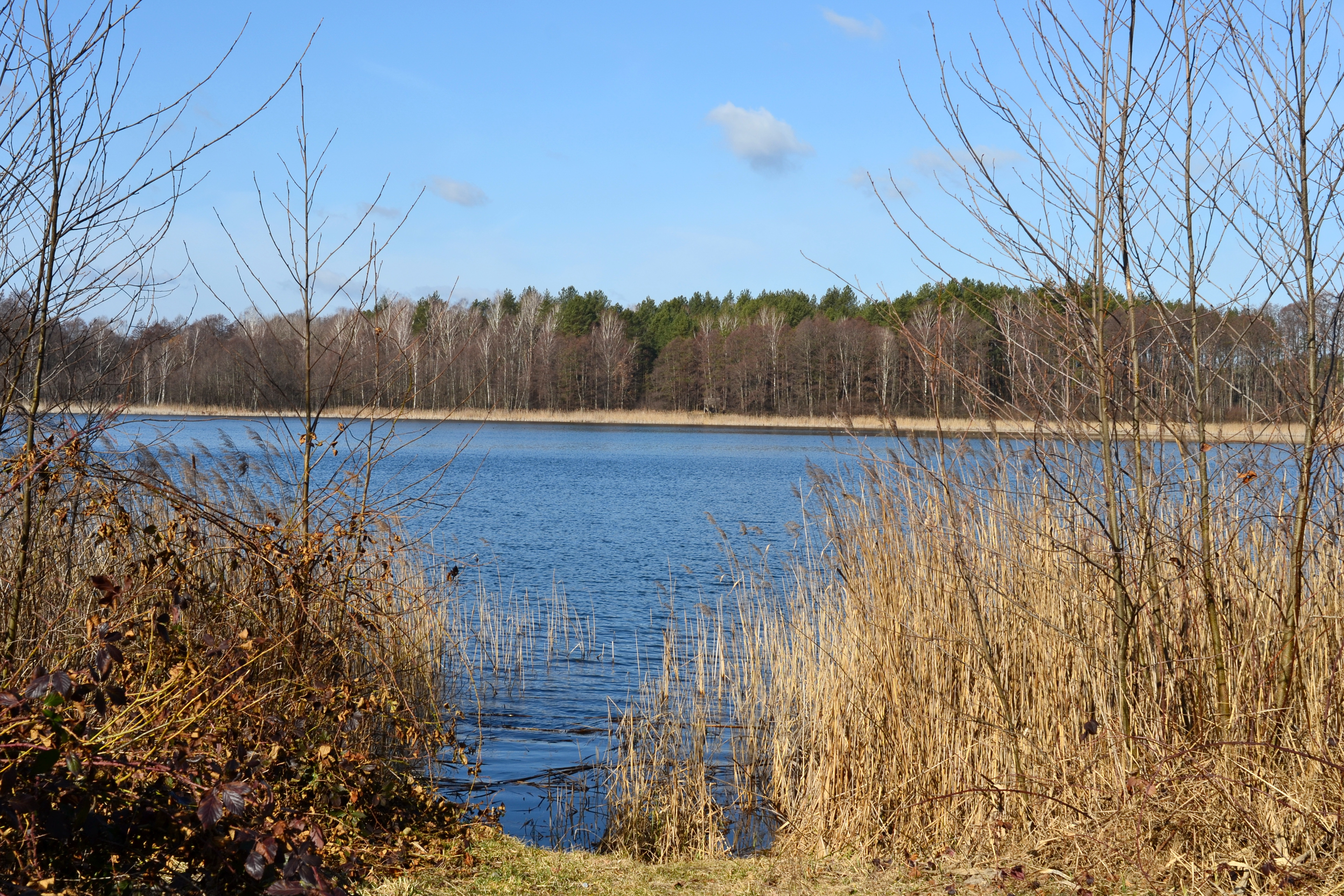
Західний берег
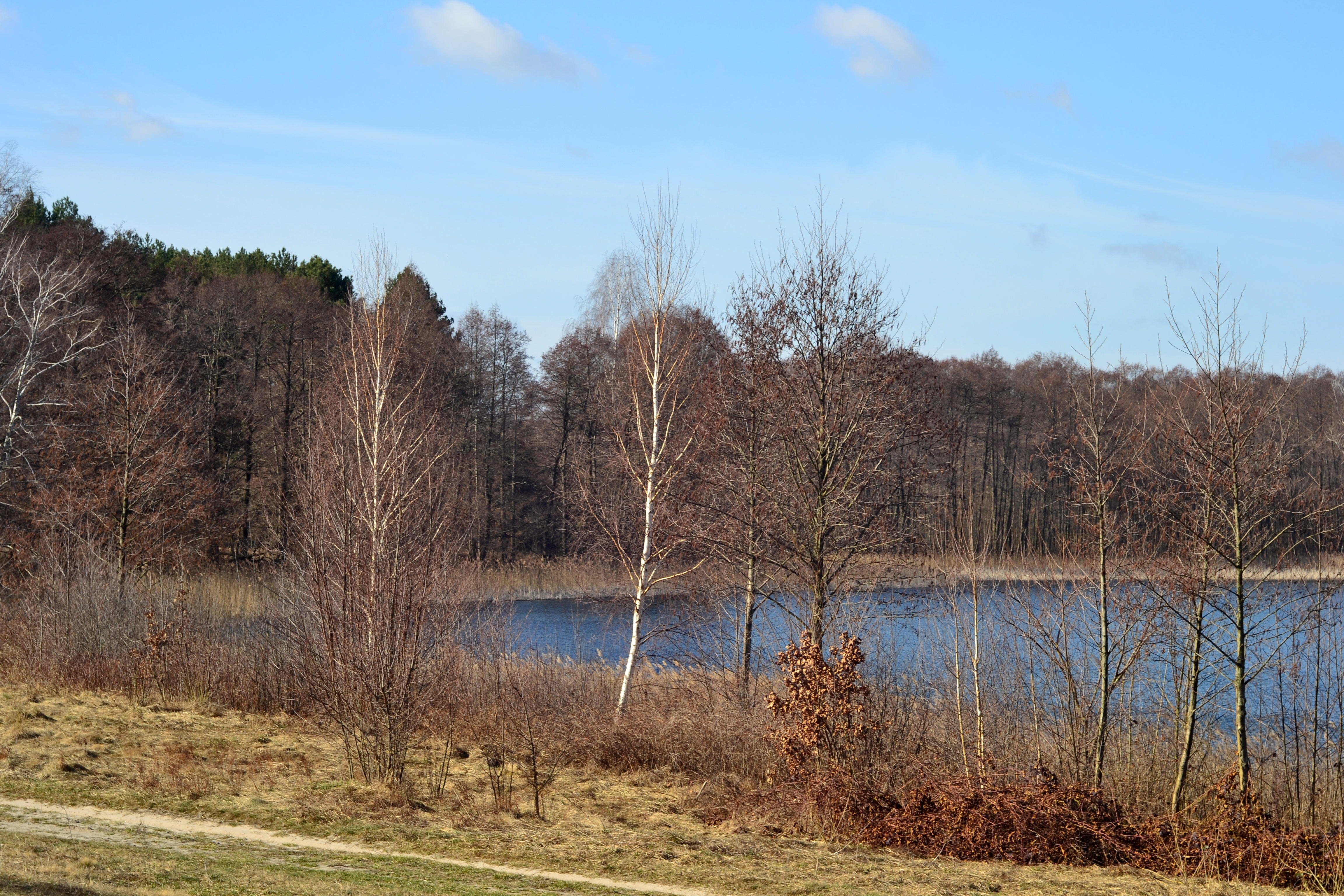
Південний берег
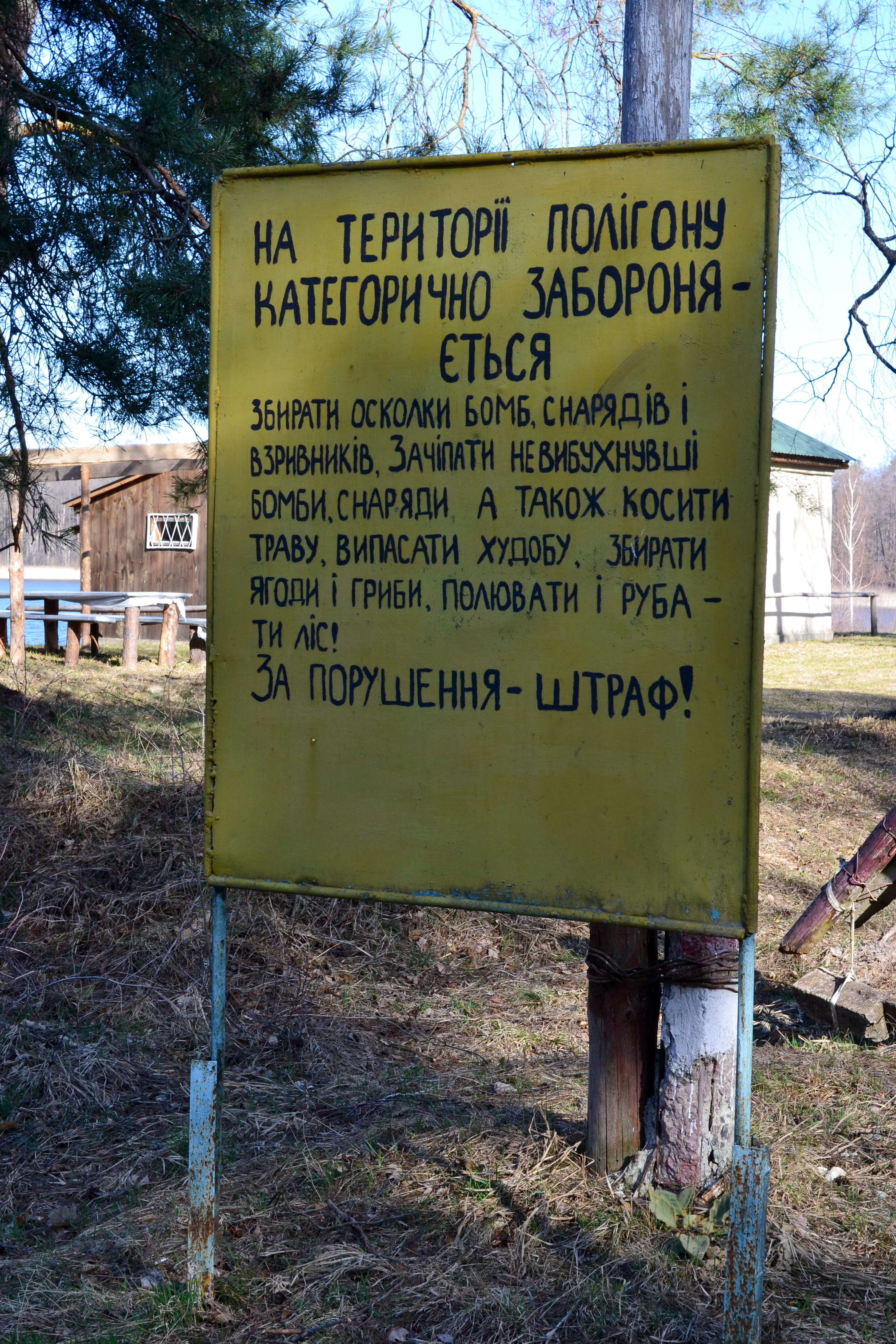
Попереджувальна таблиця